# Телефасса
Телефа́сса (грец. Telephassa) — дружина Агенора, мати Європи, Кадма, Фенікса й Кіліка. Разом із синами вирушила на розшуки викраденої Зевсом Європи, оселилася з Кадмом у Фракії, де й померла.